# Duitse rijtuigen in dienst bij NMBS
De Duitse rijtuigen van de NMBS is de verzamelnaam voor een groot aantal rijtuigen die na de Eerste Wereldoorlog als herstelbetaling overkwamen van de verschillende Duitse spoorwegen. Daarnaast waren er na afloop van de Tweede Wereldoorlog nog vele Duitse rijtuigen in België aanwezig die vervolgens ook nog jaren in dienst bleven.
Volgens bronnen zijn er 4000 wagens van dit type naar België gekomen. De rijtuigen werden genummerd in de serie tussen 53000 en 56000 en kenden onder meer de types BC3 Pr 07, BC3 Pr 10, BC3 Pr 11, C3 Pr 07 en C3 Pr 11. De laatste rijtuigen werden tot 1972 als reserve gebruikt voor militaire treinen.

## Omschrijving
Vanuit Beieren werd een aantal 3e klasse rijtuigen geleverd type C3iBay99a uit 1899 en C3iBay13 uit 1913. Deze rijtuigen kwamen in dienst in de serie 56.102 - 56.392. Vanuit Pruisen kwamen rijtuigen 2e/3e klasse uit 1905 en 1910, types BC3iPr05 en BC3iPR10. Deze rijtuigen werden genummerd in 52.801 - 52.868 en stonden samen met de Beierse rijtuigen bekend als rijtuigen van het type X. Een deel van de rijtuigen hadden open balkons, een aantal rijtuigen gesloten. Pruisische rijtuigen waren herkenbaar aan de kap op het dak en 6 ramen, terwijl Beiersche rijtuigen er 7 hadden.

### Eerste Wereldoorlog

#### 2e-assige rijtuigen, totaal circa 379 rijtuigen
- 50.001 - 50.015 uit 1885-1896, Gemengde rijtuigen 1e / 2e klasse met portieren
- 50.051 - 50.056 uit 1879-1913, Gemengde rijtuigen 1e en 2e klas met gang
- 50.101 - 50.105 uit 1915. Gemengde rijtuigen 1e/2e klas type Wurtemburg
- 50.201 - 50.209 uit 1885-1901. Gemengde rijtuige 2e/3e klasse met portieren
- 50.301 - 50.312, 50.314 uit 1903-1916. Rijtuigen 2e/3e klasse type Wurtemburg
- 50.351 - 50.353, 50.355 - 50.371, 50.373 uit 1875 - 1912. 2e/3e klasse type Beieren
- 50.401 - 50.422 uit 1890/1915
- 50.451 - 50.453, 455, 457 - 462, 464 - 466, 468 - 472. Rijtuigen uit 1894-1915 Gemengde rijtuigen 2e en 3e klasse.
- 50.501 - 50.531, 533 - 543, 545 - 584, 586 - 598, 600 - 648, 650 - 661 uit 1875 - 1905. Rijtuigen 3e klasse.
- 50.701 - 50.750, 752 - 760, 762 - 812. Rijtuigen 3e klasse uit de periode 1882 - 1913
- 60.002

#### 3-assige rijtuigen (met plaat bedekt), totaal circa 2550 rijtuigen
- 51.001 - 51.074, Rijtuigen 1e en 2e klas
- 51.201 - 51.369. Rijtuigen 1e en 2e klas
- 51.401 - 51.412. RIjtuigen 1e en 2e klas (Beiers type)
- 51.451 - 51.463. Rijtuigen 1e en 2e klas
- 51.476 - 41.482, Rijtuigen 1e en 2e klas (Beiers type)
- 51.551
- 51.604 - 605, 607 - 609, 610 - 612, 614 - 617, 619 - 621, 623, 624, 626 - 628
- 51.801, 51.802, 51.804 - 51.808, 810 - 814, 816, 817, 819 - 823, 825 - 842, 844 - 847, 849, 852 - 859,  861 - 879, 881 - 883, 885 - 894, 896 - 956, 958 - 960. RIjtuigen 2e klasse met 5 afdelingen en zijportieren uit de periode 1885 - 1916
- 52.075, 52.077, 52.079. Rijtuigen 2e klasse met gang. Uit 1908
- 52.101 - 52.102, 52.104, Rijtuigen 2e en 3e klasse met portieren en 6 afdelingen
- 52.302 - 52.548 (met diverse hiaten). Bouwjaar 1892 - 1916. Gemengde rijtuigen 2e en 3e klasse met portieren.
- 52.601 - 52.604 bouwjaar 1908. Gemengd rijtuig 2e en 3e klas van het Beiers type
- 52.801 - 52.857, 859 - 868. Gemengde rijtuigen 2e en 3e klas met gang.
- 52.951 - 52.953, 955 - 957, 959 - 960. Bouwjaar 1908 - 1918, gemengde rijtuigen 1e en 2e en 3e klasse.
- 53.001 - 53.699 (met diverse hiaten). Rijtuigen 3e klasse bouwjaar 1891 - 1918 met portieren en  6 afdelingen.
- 54.001 - 54.023. Rijtuigen 3e klasse met portieren en 6 afdelingen zonder WC. Bouwjaar 1890 - 1907
- 55.001 - 55.007, 010, 012 - 016, 018 - 021. Rijtuigen 3e klasse bouwjaar 1890 - 1914
- 55.101 - 55.258, 260 - 264, 266 - 268, 270 - 273. Rijtuigen 3e klasse met portieren en 6 afdelingen bouwjaar 1888 - 1917.
- 55.501 - 55.524, 526 - 562. Rijtuigen 3e klasse
- 55.851 - 55.864, rijtuigen 3e klasse met portieren van het Beierse type, bouwjaar 1892-1907.
- 55.902 - 55.999 met hiaten. Rijtuigen 3e klasse met portieren en 6 afdelingen.
- 56.001 - 56.039, rijtuigen 3e klasse met portieren en 8 afdelingen type Baden.
- 56.102 - 56.392, rijtuigen 3e klasse Beiers type.
- 56.501 - 56.531, 533 - 555, rijtuigen 3e klasse
- 56.576 - 56.590 rijtuigen 3e klasse met gang van Beiers type
- 56.701 - 56,703, rijtuigen 3e klasse
- 60.051, 60.053 - 60.100, 102 - 150, rijtuigen 3e klasse, voormalig 4e klasse.
- 60.151 - 60.161 rijtuigen 3e klasse, voormalig 4e klasse

#### 4-assige rijtuigen (met plaat bedekt), totaal circa 529 rijtuigen
- 57.026 - 57.098, 57.103 - 57.205, gemengde rijtuigen 1e en 2e klasse uit 1893 - 1907
- 57.251 - 57.297, rijtuigen 1e/2e/3e klasse met zijportieren uit 1899 - 1907
- 57.351 - 57.362, rijtuigen 2e/3e klasse met zijportieren uit 1899 - 1907
- 57.452 - 57.544 (met hiaten), rijtuigen 3e klasse met zijportieren bouwjaar 1898 - 1913.
- 57.550 - 57.620 (met hiaten), rijtuigen 3e klasse met zijportieren bouwjaar 1898 - 1913
- 57.801 - 57.900, rijtuigen 3e klasse met zijportieren bouwjaar 1901 - 1918
- 58.053
- 58.101 - 58.112, rijtuigen 3e klasse met middengang
- 58.201 - 58.212, rijtuigen 1e klasse met voor internationaal verkeer.
- 58.216 - 58.263, rijtuigen 1e/2e klasse met gang en vouwbalgen voor internationaal verkeer bouwjaar 1896 - 1913.
- 58.326 - 58.350, rijtuigen 1e/2e/3e klasse voor internationaal verkeer
- 58.376, rijtuig 2e klas voor internationaal verkeer
- 58.401 - 58.410, gemengde rijtuigen 2e en 3e klasse met bogies en harmonica voor het internationaal verkeer.
- 58.503 - 58.613 (met hiaten), rijtuigen 3e klasse voor internationaal verkeer

### TT-stellen
In de jaren '30 werd door de spoorwegen besloten om deze losse drieassige rijtuigen per 2 te koppelen. Aan beide uiteinden werden de bestaande doorgangen dichtgemaakt met plaatstaal. Tussen beide rijtuigen kwam een doorgang met een vouwbalg.  Vernummering naar de serie 83.000 vond plaats, waarbij het C-rijtuig vernummerd werd in 83.301 - 83.475 en het BC-rijtuig in 83.501 - 83.675. Deze rijtuigen kregen de benaming TT.

### Tweede Wereldoorlog
Na afloop van de Tweede Wereldoorlog bevonden zich op het spoorwegnet van België diverse rijtuigen van Duitse afkomst. Een groot deel van deze rijtuigen werd in dienst genomen bij de NMBS, mede omdat daar een grote vervoersbehoefte was, er veel eigen rijtuigen verdwenen waren of dusdanig beschadigd dat inzet niet mogelijk was. Zo waren ongeveer 43 vrij nieuwe K1-rijtuigen verwoest.

#### Nummering
De rijtuigen kregen een nummering die afhankelijk was van hun asindeling, waarbij 2 en 3 stonden voor het aantal assen. 4 en 8 waren beiden vierassige rijtuigen, maar de laatste kenden metalen in plaats van een houten opbouw. Het tweede cijfer was een "7" als kenmerk dat het rijtuig van een vreemd land is. Het derde cijfer is bij een "2" een kenmerk voor een rijtuig 2e klasse. Een "3" of "8" is 3e klas. Een "4" is een pakwagen en een "5" is een gemengd rijtuig 2e/3e klasse.
In 1954 werden de nog aanwezige rijtuigen hernummerd in de reeksen 85.000, 86.000 en 88.000. De 8 betekende hierbij een afkomst van een buitenlands net.  Het tweede cijfer stond voor het aantal assen (5=2 assen, 6=3-assen, 7= 4-assen metaal, 8= 4 assig hout). Het derde cijfer stond voor de klasse, waarbij een 4 weer stond voor een pakwagen en een 5 voor een gemengd rijtuig 2e/3e klasse.
De Duitse nummering was afkomstig van de eenheidsnummering die sinds 1929 overal in Duitsland werd gehanteerd. Bij rijtuigen die gebouwd werden vòòr 1921 werd ook nog de naam toegevoegd van de oude spoorwegmaatschappij, zoals die van Pruisen of Beieren.
| 1e kenmerk | Aantal assen                      | Extra kenmerk                                                                                                 | Oorsprong | Bouwjaar |
| --- | --------------------------------- | --- | --- | -------- |
| A: 1e klasse B: 2e klasse C: 3e klasse Of combinaties daarvan CC: 3e klasse en deel 4e klasse (afgeschaft in 1928) Pw: Pakwagen reizigers Pwgs: Pakwagen goederentrein Post: Postrijtuig L: zijlijnen | Geen aanduiding betekende 2 assen | ü: met overgangsbrug met vouwbalg i: idem, zonder vouwbalg d: compartimenten met plankbanken u: ombouwrijtuig | Pr: Pruisen Bay: Beieren Sa: Saksen Wü: Wurtenberg Bad: Baden Meck: Mecklenburg Old: Oldenburg Geen: Na de eenheid | Bouwjaar |

- 27.201 - 27.207, Tweeassige rijtuigen
- 27.301 - 27.385. Tweeassige rijtuigen 3e klasse
- 27.401 - 27.417 Tweeassige pakwagens
- 27.501 - 27.511 Tweeassige rijtuigen 2e en 3e klasse
- 37.201 - 37.217 Drieassige rijtuigen 2e klasse
- 37.301 - 37.399, 37.800 -  37.878  Drieassige rijtuigen 3e klasse
- 37.401 - 37.417 Drieassige pakwagens
- 37.501 - 37.510 Drieassige rijtuigen 2e en 3e klasse
- 47.301 - 47.325 Vierassige rijtuigen 3e klasse
- 47.401 - 47.411 Vierassige pakwagens
- 47.501, 87.501 - 87.503, Vierassige rijtuigen 2e en 3e klasse
- 9060 - 9062, 70.300 - 70.304, vierassige postrijtuigen

## Afvoer

### Van na de Eerste Wereldoorlog
Vanaf de jaren 30 vond langzaam buitendienststelling plaats, waarbij dikwijls maar een enkel rijtuig uit een koppelstel werd afgevoerd en een nieuw koppelstel werd gevormd uit andere losse  niet-afgevoerde delen. Hierbij werden koppelstellen opnieuw genummerd waardoor ook de nummers 83.481 - 83.494 en 83.496 - 83.499 ontstonden.
In november 1959 vond de laatste inzet in commerciële dienst plaats. Later werd een flink aantal rijtuigen ingezet als dienstvoertuig. Zo werden rijtuigen omgebouwd tot ferry-boatwagens type 5030A5 en 5030A6. Chassis van 30 oude Beierse rijtuigen werden omgebouwd naar autotransportwagens type 2000A en 2000A1. Hierbij werd de middelste as verwijderd en de buitenste assen meer naar binnen geplaatst. Het type werd Hbcckss.  Later werden de autotransportwagen ook weer als dienstvoertuig gebruikt.

### Van na de Tweede Wereldoorlog
De laatste rijtuigen werden ingezet tot halverwege de jaren 80.

## Bewaarde rijtuigen
Een aantal rijtuigen gelijkend op deze serie is in Duitsland bewaard gebleven. In België zijn voor zover bekend slechts twee rijtuigen bewaard gebleven, beide bij de CFV3V. Vier rijtuigen gingen terug naar Duitsland.
- CFV3V NMBS 53451 of 53688, ex-SGB B123.
- CFV3V NMBS 53123, ex-SGB B122
- CFV3V NMBS 15021. Aanwezig in 1979. Verdere informatie ontbreekt.
- Bij de Duitse Verein Verkehrsamateure und Museumsbahn is een voormalig rijtuig van de NMBS bewaard gebleven als Pruisisch rijtuig. Het rijtuig, dat in dienst kwam als Elberfeld 1892 uit 1914 bij de KPEV, ging in 1919 naar België onder nummer 55151.[1]
- Het Eisenbahnmuseum Bochum-Dahlhausen heeft rijtuig Essen 2317 in gerestaureerde versie in bezit. Het rijtuig met type C3pr11 werd in 1913 gebouwd door Van der Zypen & Charlier uit Keulen. De Essen 2317 ging naar de NMBS als 53313 en bleef daar reserve voor militaire treinen tot 1971[2].
- Hetzelfde museum heeft ook de Königsberg 137, later 316. Dit rijtuig van het type AB3pr10a werd in 1912 gebouwd door L. Steinfurt. Het kwam na de Eerste Wereldoorlog terecht bij de NMBS onder nummer 51942 en bleef in dienst tot 1972.[3]
- In Darmstadt zou volgens ? mogelijk nog het voormalige rijtuig 53165 staan.[4]